# Cantone di Bozel
Il Cantone di Bozel era una divisione amministrativa dell'arrondissement di Albertville.
È stato soppresso a seguito della riforma complessiva dei cantoni del 2014, che è entrata in vigore con le elezioni dipartimentali del 2015.
Comprendeva i comuni di:
- Les Allues
- Bozel
- Brides-les-Bains
- Champagny-en-Vanoise
- Feissons-sur-Salins
- Montagny
- La Perrière
- Planay
- Pralognan-la-Vanoise
- Saint-Bon-Tarentaise